# Plum City
Plum City es una villa ubicada en el condado de Pierce en el estado estadounidense de Wisconsin. En el Censo de 2010 tenía una población de 599 habitantes y una densidad poblacional de 223,67 personas por km².

## Geografía
Plum City se encuentra ubicada en las coordenadas 44°38′8″N 92°11′30″O / 44.63556, -92.19167. Según la Oficina del Censo de los Estados Unidos, Plum City tiene una superficie total de 2.68 km², de la cual 2.63 km² corresponden a tierra firme y (1.64%) 0.04 km² es agua.

## Demografía
Según el censo de 2010, había 599 personas residiendo en Plum City. La densidad de población era de 223,67 hab./km². De los 599 habitantes, Plum City estaba compuesto por el 96.49% blancos, el 0.5% eran afroamericanos, el 0% eran amerindios, el 0.33% eran asiáticos, el 0% eran isleños del Pacífico, el 2.5% eran de otras razas y el 0.17% pertenecían a dos o más razas. Del total de la población el 5.68% eran hispanos o latinos de cualquier raza.